# Multiplicitet
Multiplicitet är en term inom matematiken.
Multipliciteten för ett nollställe α till ett polynom p(x)  anger hur många faktorer (x-α) som ingår i polynomet. Om polynomet skrives på formen
{\displaystyle p(x)=(x-\alpha )^{k}q(x)}
där α inte är ett nollställe till polynomet q, är k multipliciteten för nollstället α.
Exempel:
Om 
{\displaystyle p(x)=(x-3)^{4}(x-5)^{2}}
så säger man att x=3 är ett nollställe till polynomet p med multipliciteten 4, medan nollstället x=5 har multipliciteten 2.